# خرم‌آباد علیا (روانسر)
خرم‌آباد علیا یک روستا در ایران است که در شهرستان روانسر استان کرمانشاه واقع شده‌است.

## جمعیت
این روستا در دهستان حسن‌آباد قرار دارد و براساس سرشماری مرکز آمار ایران در سال ۱۳۸۵، جمعیت آن ۲۶۳ نفر (۵۸ خانوار) بوده‌است.